# Gelanor
Gelanor, na mitologia grega, foi um rei de Argos.
Gelanor foi rei de Argos, sucedendo a seu pai Estenelo, filho de Crotopo, filho de Agenor, filho de Tríopa, filho de Forbas, filho de Argos. Dânao veio do Egito e reivindicou o reino;  Dânao era descendente dos reis argivos, sendo filho de Belo, filho de Líbia, filha de Épafo, filho de Io,[carece de fontes?] filha de Iaso, filho de Tríopa.
Dânao apresentou seus argumentos, mas o povo considerou mais válidos os argumentos do partido de Estenelo, e deixaram a decisão para o dia seguinte. Na manhã seguinte, um lobo atacou o gado que estava pastando, e lutou e derrotou o touro que era seu líder; o povo interpretou como se Gelanor fosse o touro, e Dânao o lobo, e como o lobo venceu o touro, o trono foi entregue a Dânao.
Segundo outra versão, Dânao, quando vinha para Argos, havia observado a luta de um lobo e um touro, e, vendo a vitória do lobo, interpretou como sendo um sinal de que ele (o estrangeiro, ou o lobo, atacando os nativos) seria vencedor, e, após prestar votos a Apolo Linceu (o deus-lobo), atacou a cidade, que antes havia expulsado Gelanor, e a tomou.
No Chronicon, de Jerônimo de Estridão, Dânao é o décimo rei de Argos e Estenelo o nono; Gelanor é mencionado no ano 1475 a.C. como tendo reinado após Estenelo mas sendo expelido do poder pelos argivos.
No mercado de Argos havia um altar com a imagem em bronze de um lobo lutando contra um touro; quando Pirro a viu, ficou preocupado, pois um oráculo havia dito que ele morreria quando visse um lobo lutando contra um touro; ele morreria logo depois, por uma pedra jogada por uma mulher de Argos.